# 에린 잭슨
에린 잭슨(영어: Erin Jackson, 1992년 9월 19일~)은 미국의 스피드스케이팅 선수, 인라인 스케이팅 선수, 롤러 더비 선수이다. 폴란드 브로츠와프에서 열린 2017년 월드 게임에 출전하여 인라인 스피드스케이팅에서 도로와 트랙 등 다양한 종목에 참가했다. 2018년 동계 올림픽 스피드스케이팅 500m 종목에도 출전했다.
2021년 11월 폴란드에서 열린 스피드스케이팅 월드컵 첫 500m 경기에서 2개의 트랙 신기록으로 우승하며, 월드컵에서 우승한 최초의 흑인 여성 선수가 되었다.
2022년 2월 13일 베이징에서 열린 2022년 동계 올림픽 스피드스케이팅 500m 종목에서 금메달을 획득하며 올림픽 스피드스케이팅에서 메달을 획득한 최초의 흑인 여자 선수가 되었다.

## 기록
국제 빙상 연맹 (ISU)에서 기록을 낸다.

### 개인 최고 기록
| 종목  | 기록        | 날짜            | 대회 | 장소                                   | 기타 |
| ----- | ----------- | --------------- | ---- | -------------------------------------- | ---- |
| 500m  | 36초 80     | 2021년 12월 3일 |      | 미국 솔트레이크시티 (유타 올림픽 오벌) |      |
| 1000m | 1분 14초 94 | 2021년 10월 2일 |      | 미국 솔트레이크시티 (유타 올림픽 오벌) |      |
| 1500m | 2분 02초 19 | 2020년 3월 7일  |      | 미국 솔트레이크시티 (유타 올림픽 오벌) |      |

### 월드컵
| 날짜                       | 개최지                         | 나이 | 종목    | 기록        | 순위  |
| -------------------------- | ------------------------------ | ---- | ------- | ----------- | ----- |
| 2018년 11월 16일-18일      | 2018-2019 오비히로             |      | 1000m B | 1:19.62     | 15    |
| 2018년 11월 23일-11월 25일 | 2018-2019 도마코마이           |      | 1000m B | 1:22.23     | 13    |
| 2018년 11월 16일-18일      | 2018-2019 오비히로             |      | 500m    | 39.22/38.86 | 18/18 |
| 2018년 11월 23일-11월 25일 | 2018-2019 도마코마이           |      | 500m B  | 39.74/×     | 2/×   |
| 2018년 12월 7일-12월 9일   | 2018-2019 토마슈프마조         |      | 500m    | 38.96/39.01 | 14/12 |
| 2018년 12월 14일-12월 16일 | 2018-2019 헤이렌베인           |      | 500m    | 38.03       | 9     |
| 2019년 2월 1일-03일        | 2018-2019 하마르               |      | 500m    | 38.79/39.11 | 16/19 |
| 2019년 11월 15일-11월 17일 | 2019-2020 민스크               |      | 500m    | 39.60       | 12    |
| 2019년 11월 22일-11월 24일 | 2019-2020 토마슈프마조비에츠키 |      | 500m    | 39.85       | 15    |
| 2019년 12월 6일-08일       | 2019-2020 누르술탄             |      | 500m    | 39.13       | 5     |
| 2019년 12월 13일-15일      | 2019-2020 나가노               |      | 500m    | 38.78/38.28 | 5/1   |
| 2020년 2월 7일-08일        | 2019-2020 캘거리               |      | 500m    | 38.04       | 18    |
| 2021년 11월 12일-11월 14일 | 2021-2022 토마슈프마조비에츠키 |      | 500m    | 37.61/37.55 | 1/1   |
| 2021년 11월 19일-11월 21일 | 2021-2022 스타방에르           |      | 500m    | 37.67/37.60 | 2/1   |
| 2021년 12월 3일-05일       | 2021-2022 솔트레이크시티       |      | 500m    | 36.80/37.02 | 1/6   |
| 2021년 12월 10일-12월 12일 | 2021-2022 캘거리               |      | 500m    | 37.16/36.92 | 5/3   |

### 세계 선수권 대회
| 년        | 나이 | 종목 | 기록  | 순위 |
| --------- | ---- | ---- | ----- | ---- |
| 2018-2019 |      | 500m | 38.32 | 15   |
| 2019-2020 |      | 500m | 37.28 | 7    |

### 올림픽
| 년          | 나이 | 기록  | 순위 |
| ----------- | ---- | ----- | ---- |
| 2018 평창   | 25   | 39.20 | 24   |
| 2022 베이징 | 29   | 37.04 | 1    |